# Skräcken har 1000 ögon
Skräcken har 1000 ögon är en svensk skräckfilm från 1970 i regi av Torgny Wickman.

## Om filmen
Filmen premiärvisades 28 september 1970. Den spelades in vid Europa Studio i Sundbyberg med exteriörer från prästgården i Resele filmade av Lasse Björne. Delar av filmens historia bygger på Wickmans egna erfarenheter från tiden när han växte upp på prästgården i Resele.

## Roller i urval
- Hans Wahlgren - Sven, präst
- Anita Sanders - Anna, hans hustru
- Solveig Andersson - Hedvig, deras väninna
- Barbro Hiort af Ornäs - Barbro
- Willy Peters - Gustaf
- Gösta Prüzelius - Leif, läkare
- Suzanne Hovinder - Syster Ruth
- Karin Miller - Elin
- Maud Hyttenberg - Syster Margit
- Bertil Norström - Vilgot
- Per-Axel Arosenius - Röntgenläkare
- Mona Månsson - Kristina
- Arne Ragneborn - Klockare
- Gunnar "Knas" Lindkvist - Stins
- Evert Granholm - Läkare